# اسکای لیوینگیت
 اسکای لیوینگیت  (به انگلیسی: Sky Livingit) یک شبکه تلویزیونی متعلق به گروه اسکای بریتانیا است. 
این شبکه در سال ۲۰۰۴ میلادی تأسیس شده‌است و اغلب برنامه‌های آن مربوط به زندگی اجتماعی، سلامت، کودکان و موضوعات مرتبط است.